# Пап Степан

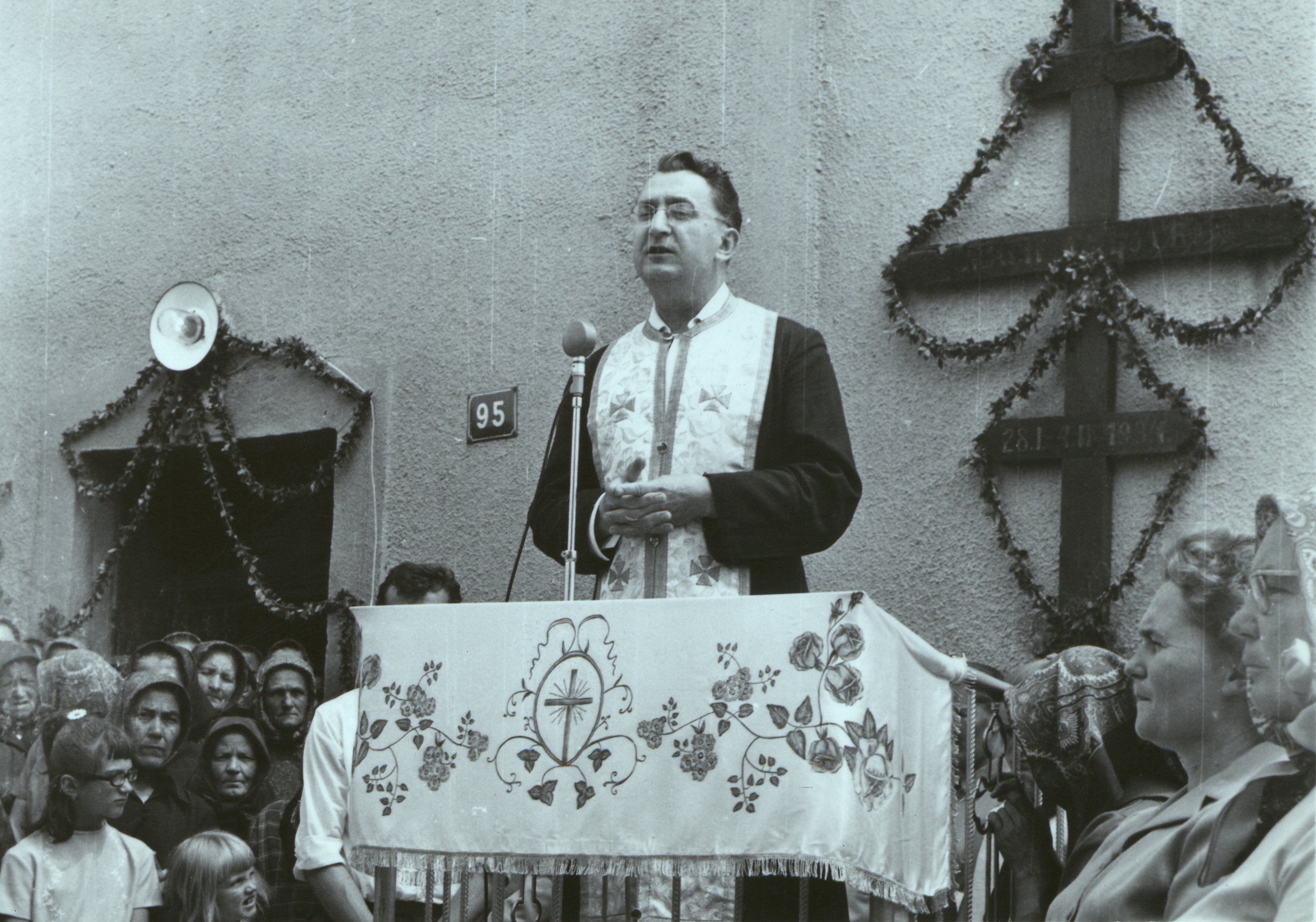
Степан Пап у 70-х роках XX століття

Степан Пап (Štefan Papp) (псевдо: «Пугач»; 11 березня 1917, с. Березово, Мармароська жупа, Австро-Угорська імперія — 25 лютого 1990, Словацька Соціалістична Республіка) — український релігійний і громадський діяч, історик, один із організаторів Пласту на Закарпатті, член крайової екзекутиви ОУН, вояк Карпатської Січі, священник, автор брошури «Обвинувачую Мадярщину», угорський політв'язень.

## Життєпис
Степан Пап народився 11 березня 1917 року в селі Березово (тепер Хустського району Закарпатської області). Протягом 1928—1936 навчався в Хустській гімназії.

### Організатор Пласту
Під час навчання в гімназії вступив до Пласту, став першим курінним гуртку «Самотні Рисі». Восени 1937 року його вибрано командантом Українського Пласту в Закарпатті.
Ставши крайовим командантом, він повів закарпатський пластовий рух дорогою всеукраїнських традицій. Тому він проголосив, що Закарпатський Пласт є продовженням всеукраїнського Пласту і рахуватиме роки свого існування від заложення українського Пласту в Галичині. Дотеперішні пластові відділи назвав куренями на чолі з курінним, а пластові округи-полки назвав кошами під проводом кошового. Назву пластового часопису «Пластун» замінив традиційною назвою «Молоде Життя», якого перше число виявилося ще у вересні 1938.

### В Карпатській Січі
В кінці 1938 на початку 1939 взяв активну участь у створенні загонів Карпатської Січі. Воював проти угорських окупантів у березні 1939.

### Референт пропаганди крайової екзекутиви ОУН
У лютому 1940 році у місті Хуст було проведено збори патріотів, у яких взяли участь Андрій Цуга, Михайло Габовда, Михайло Орос, Василь Маркуш, Іван Романець, Петро Погоріляк та Степан Пап. На зборах було прийнято рішення об'єднання підпільних груп та утворення Закарпатської крайової організації ОУН(Б). Степан Пап увійшов до крайової екзекутиви ОУН на посаду референта пропаганди, а також став редактором нелегальної газети «Чин». Його авторству належить знаменита брошура «Обвинувачую Мадярщину», де наведено 65 пунктів обвинувачення угорських окупантів.
У 1941 закінчив Ужгородську семінарію і отримав сан священика. У липні 1942 року угорський військовий суд у рамках ковнерівського процесу засудив Папа до 12 років ув'язнення, яке відбував у найбільшій і найстрашнішій в'язниці Угорщини — Ваці. Із в'язниці його було визволено після зайняття Ваца радянською армією на початку 1945 року.

### В еміграції у Чехословаччині

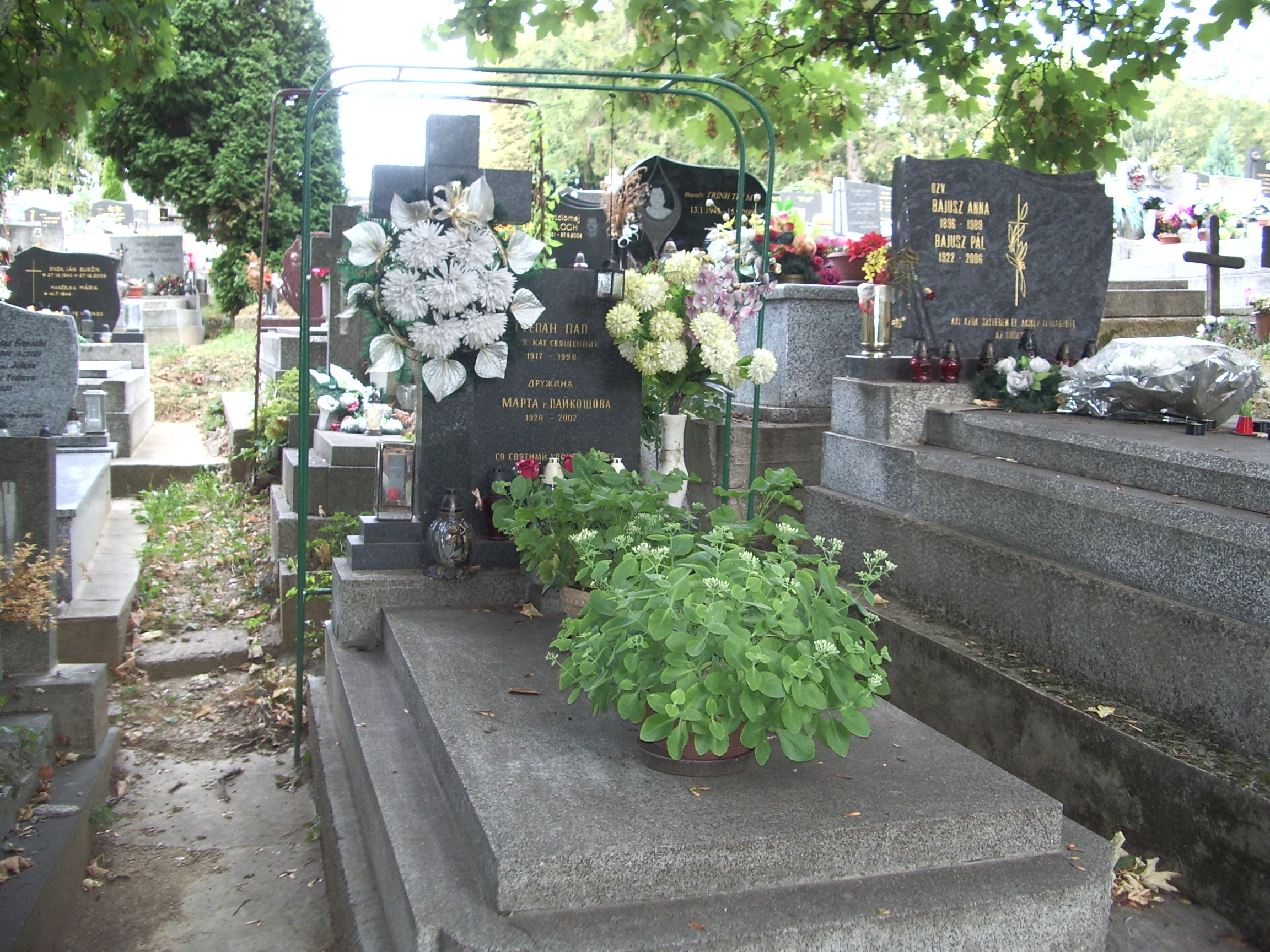
Гріб Степана Папа в 2015 році (Verejný cintorín, Košice, Slovensko)

Після звільнення з в'язниці о. Степан Пап продовжував священичу діяльність у селі Великому Салменці, яке після війни опинилося в складі Чехословаччини, а згодом у селі Нижня Рибниця Михайлівського округу. Після заборони Греко-Католицької Церкви у 1953-58 роках працював рахівником сільськогосподарської артілі в Нижній Рибниці. У 1959 переселився до міста Кошиці, де займав аналогічну посаду у підприємстві «Зеленіна». Згодом заочно здобув юридичну освіту і став юристом у тому ж підприємстві, а пізніше, до 1978 обіймав посаду юриста у Кошицькому державному театрі.
У 1968 Степан Пап активно долучився до боротьби за відновлення Греко-Католицької Церкви у Чехословаччині, був ініціятором відновлення і редактором щомісячника «Благовістник», у якому опублікував багато своїх наукових праць, підбірок духовних пісень, проповідей. Написав або перевидав багато праць релігійної та історичної тематики.
Помер 25 лютого 1990 року у Словацькій Соціалістичній Республіці.

## Праці
- «Греко-католицькі духовні пісні» — збірник, що охоплює 178 пісень з нотами, з яких значна частина була опублікована вперше.
- перевидав «Ірмологіон греко-католицького співу Мукачівської єпархії» Йосипа Маланича та Івана Бокшая з 1906.
- «Велика боротьба» — про окремі сторінки історії Закарпаття XIX—XX століть.[3]
- «Історія Закарпаття» — охоплює період від найдавніших часів до 1945 року.
- «Пластовий альманах» (Рим, 1976 р.).
- п'єса «Драма життя Олександра Духновича».
- драма «Князь Лаборець».
- підручники з історії релігії.